# Отуру, Дэниэл
Акинфайоше Дэ́ниэл Оту́ру (англ. Akinfayoshe Daniel Oturu; род. 20 сентября 1999 года в Бруклине, штат Нью-Йорк, США) — американский профессиональный баскетболист. Играет на позиции центрового. На студенческом уровне выступал за команду Миннесотского университета «Миннесота Голден Гоферс». На драфте НБА 2020 года он был выбран под тридцать третьим номером командой «Миннесота Тимбервулвз».

## Профессиональная карьера

### Лос-Анджелес Клипперс (2020—2021)
Отуру был выбран под 33-м номером на драфте НБА 2020 года командой «Миннесота Тимбервулвз». 19 ноября 2020 года был обменян в «Лос-Анджелес Клипперс». 28 ноября подписал контракт новичка с Клипперс, рассчитанный на 2 года. 25 декабря дебютировал в НБА, выйдя со скамейки запасных, и сыграл 26 секунд в победе над «Денвер Наггетс» со счётом 121—108. 27 декабря набрал 4 очка, 2 подбора и 1 блок за 12 минут в поражении от «Даллас Маверикс» со счётом 73—124.

### Винди-Сити Буллз (2021)
16 августа 2021 года Отуру был обменян в «Мемфис Гриззлис». 23 сентября игрок был отчислен. Через четыре дня Отуру подписал контракт с «Чикаго Буллз», но 11 октября клуб отчислил игрока. Отуру присоединился к «Винди-Сити Буллз» в качестве игрока филиала.

### Торонто Рэпторс (2021—2022)
26 декабря 2021 года Отуру подписал 10-дневный контракт с «Торонто Рэпторс».

### Винди-Сити Буллз (2022—2023)
3 января 2022 года Отуру вернулся в «Винди-Сити Буллз».

### Меркезефенди (2023)
26 июля 2023 года Отуру подписал контракт с турецким клубом «Меркезефенди».

### Анадолу Эфес (2023—настоящее время)
4 декабря 2023 года Отуру перешел в турецкий клуб «Анадолу Эфес». 18 мая 2024 года клуб подписал новый контракт с игроком по схеме «1+1».

## Статистика

### Статистика в колледже
| Сезон                                                                                   | Команда   | GP | GS | MPG  | FG%  | 3P%  | FT%  | RPG  | APG | SPG | BPG | PPG  |  |
| --------------------------------------------------------------------------------------- | --------- | -- | -- | ---- | ---- | ---- | ---- | ---- | --- | --- | --- | ---- |  |
| 2018/19                                                                                 | Миннесота | 35 | 31 | 23,8 | 55,1 | 50,0 | 61,5 | 7,0  | 0,5 | 0,5 | 1,3 | 10,8 |  |
| 2019/20                                                                                 | Миннесота | 31 | 31 | 33,9 | 56,3 | 36,5 | 70,7 | 11,3 | 1,1 | 0,5 | 2,5 | 20,1 |  |
|                                                                                         | Всего     | 66 | 62 | 28,5 | 55,8 | 37,0 | 67,1 | 9,0  | 0,8 | 0,5 | 1,8 | 15,2 |  |
| Наведите курсор мыши на аббревиатуры в заголовке таблицы, чтобы прочесть их расшифровку |           |    |    |      |      |      |      |      |     |     |     |      |  |